# Izauryjczycy
Izauryjczycy, Isauryjczycy – lud zamieszkujący w starożytności i wczesnym średniowieczu Izaurię (Isaurię – Cylicję Górzystą) krainę w południowej Anatolii. Dla cesarstwa rzymskiego, a później bizantyńskiego byli to wewnętrzni barbarzyńcy – ze swych niedostępnych, górskich siedzib od III wieku najeżdżali sąsiednie rejony Syrii, Anatolii i Cylicji. Cesarstwo korzystało z nich jako żołnierzy najemnych, w miejsce usuwanych z armii Gotów.
W 466 roku cesarz Leon I, szukając przeciwwagi dla posiadającego ogromne wpływy w państwie – barbarzyńcy Aspara, sprowadził do Konstantynopola armię Izauryjczyków dowodzoną przez Tarasikodissę. Wódz Izauryjczyków otrzymał za żonę córkę cesarza – Ariadnę i przyjął imię Zenon. Aspar został odsunięty od władzy, a kiedy później odzyskał wpływy, cesarz nakazał jego zabicie. Leon I zmarł w 474 roku, jego formalnym następcą został małoletni syn Zenona i Ariadny – Leon II, który zmarł jeszcze w tym samym roku. Zdążył jednak uczynić swego ojca augustem i współrządcą, więc po jego śmierci cesarzem bizantyńskim został Zenon. W 475 roku wybuchł spisek, który zmusił izauryjskiego władcę do ucieczki w rodzinne strony, ale w następnym roku udało mu się odzyskać władzę.
Zenon zmarł w 491 roku, a wdowa po nim na swojego męża i tym samym nowego cesarza wybrała Flawiusza Anastazjusza. Nowy władca postanowił rozprawić się z Izauryjczykami, wygnał ze stolicy krewnych Zenona i po długiej wojnie (491-498) spacyfikował Izaurię. Jej mieszkańców deportowano do Tracji.